# Ариц Адуриз
Ариц Адуриз Зубелдија (шп. Aritz Aduriz Zubeldia; 11. фебруар 1981) бивши је шпански фудбалер који је играо на позицији нападача.
Највише времена провео је у Атлетик Билбаоу у ком је постигао више од 150 голова на преко 400 утакмица у укупно три наврата. Играо је још за Ауреру, Бургос, Ваљадолид, Мајорку и Валенсију.
За репрезентацију Шпаније одиграо је 13 утакмица и постигао два гола. Био је у саставу репрезентације на Европском првенству 2016.

## Успеси
Атлетик Билбао
- Суперкуп Шпаније: 2015.
- Куп Шпаније: финалиста 2014/15.